# Guion (Arkansas)
Guion – miasto w Stanach Zjednoczonych, w stanie Arkansas, w hrabstwie Izard.